# Cortinarius caperatus
Cortinarius caperatus (Pers.) Fr., Epicr. syst. mycol. (Upsaliae): 256 (1838) [1836-1838]
Cortinarius caperatus è un basidiomicete appartenente alla famiglia delle cortinariaceae. Questo fungo buon commestibile e ben apprezzato in cucina,  cresce in estate-autunno in boschi di conifere e latifoglie. Per via di alcune caratteristiche morfologiche peculiari è stato per molto tempo ascritto al genere a sé stante Rozites (Rozites caperatus (Pers.) P. Karst.). Le più recenti classificazioni, che tengono conto anche dei dati genetici, lo hanno però reintrodotto nel genere Cortinarius.

## Descrizione della specie
Cappello 
Il colore varia dal giallo-crema al giallo-paglierino, diametro tra i 4–12 cm. la superficie pileica è ricoperta da una fitta pruina biancastra che tende a sfaldarsi a maturità, creando delle caratteristiche rugosità.
 Lamelle 
Lamelle adnate, dal colore piuttosto variabile e che tendono a virare con la maturità da un giallo pallido a un rosso-giallastro.
 Gambo 
Piuttosto tozzo, a volte lievemente claviforme, ricoperto da residui del velo fioccosi. Presenta un anello doppio la cui superficie superiore è striata.
 Carne 
Immutabile al taglio, debole odore fungino. Sapore grato.
 Spore 
Basidiospore di colore bruno, amigdaliformi, verrucose. 10-13 x 8-9 µm.

## Habitat
Fruttifica da agosto ad ottobre, in boschi di conifere e latifoglie. Specie abbastanza comune.

## Commestibilità
commestibile
Buon commestibile, si presta alla preparazione di misti e alla conservazione.
Alcuni esperti tuttavia ne sconsigliano il consumo dato che la specie tende ad assumere alcune sostanze radioattive, se presenti nel terreno .

## Etimologia
- Genere: dal latino cortinarius = attinente alle cortine, per i caratteristici residui del velo parziale.
- Specie: dal latino caperatus = corrugato, rugoso per il tipico aspetto della superficie pileica.

## Nomi comuni
- (IT)  Foliota grinzosa, Caperata.
- (FR)  Pholiote ridée
- (DE)  Reifpilz Zigeuner

## Galleria d'immagini

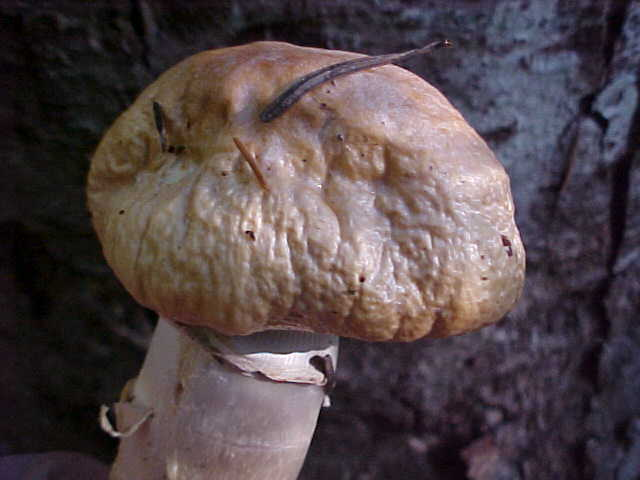
Tipiche rugosità del pileo
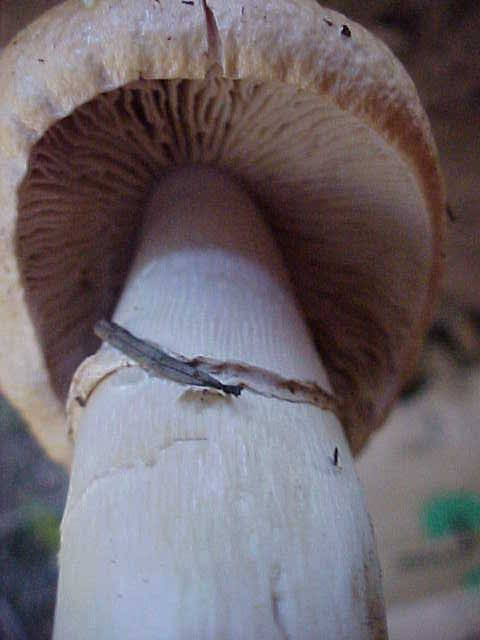
Particolare dell' anello